# Mewa czarnogłowa
Mewa czarnogłowa (Ichthyaetus melanocephalus) – gatunek dużego ptaka wodnego z rodziny mewowatych (Laridae). Nie jest zagrożony wyginięciem.

## Zasięg występowania
Mewa czarnogłowa zamieszkuje głównie północne brzegi Morza Czarnego, ostatnio rozprzestrzenia się w kierunku równin Kaukazu i Azerbejdżanu (Archipelag Baku). Wyspowo w Europie od Holandii i Belgii, poprzez południową Francję, Półwysep Apeniński i Grecję po Azję Mniejszą. Sporadycznie gnieździ się również w południowej Anglii, północno-wschodniej Hiszpanii oraz Europie Środkowej, w tym w Polsce. Zimuje w basenach mórz Śródziemnego i Czarnego, na wybrzeżach Półwyspu Iberyjskiego, północno-zachodniej Europy i północno-zachodniej Afryki.
W Polsce to skrajnie nieliczny ptak lęgowy, gniazduje tu jedynie kilkadziesiąt par. Jej pierwszy lęg na terenie kraju stwierdzono w 1981 roku na Zalewie Wiślanym. W kolejnych latach skolonizowała dolinę Wisły, a następnie Śląsk, Małopolskę, Lubelszczyznę i Pomorze Zachodnie.

## Systematyka
Nie wyróżnia się podgatunków. Dawniej niektórzy uznawali za podgatunek mewy czarnogłowej mewę reliktową (Ichthyaetus relictus syn. I. melanocephalos relictus).

## Morfologia
WyglądBrak wyraźnego dymorfizmu płciowego. W szacie godowej głowa czysto czarna (plama schodzi niżej na potylicę i kark, co pozwala odróżnić ją od śmieszki). Grzbiet i skrzydła, poza białymi końcami, popielate. Reszta ciała biała. Dziób i nogi czerwone, na dziobie cienka czarna pręga. Wokół oczu białe półksiężyce. W szacie spoczynkowej głowa staje się brudnobiała. Osobniki młode mają popielaty grzbiet i skrzydła, na skrzydłach znajduje się również brązowy deseń układający się w łuk, zaś ich końce są czarne z białymi plamami. Na potylicy popielata czapeczka, reszta ciała biała, poza szerokim czarnym pasem na końcu ogona. Dziób czarny, nogi różowobrązowe. Upierzenie osobników dojrzałych osiągają w 3. roku życia.
Wymiary średniedługość ciała ok. 34–40 cm
rozpiętość skrzydeł ok. 100–110 cm
masa ciała ok. 215–350 g

## Ekologia i zachowanie

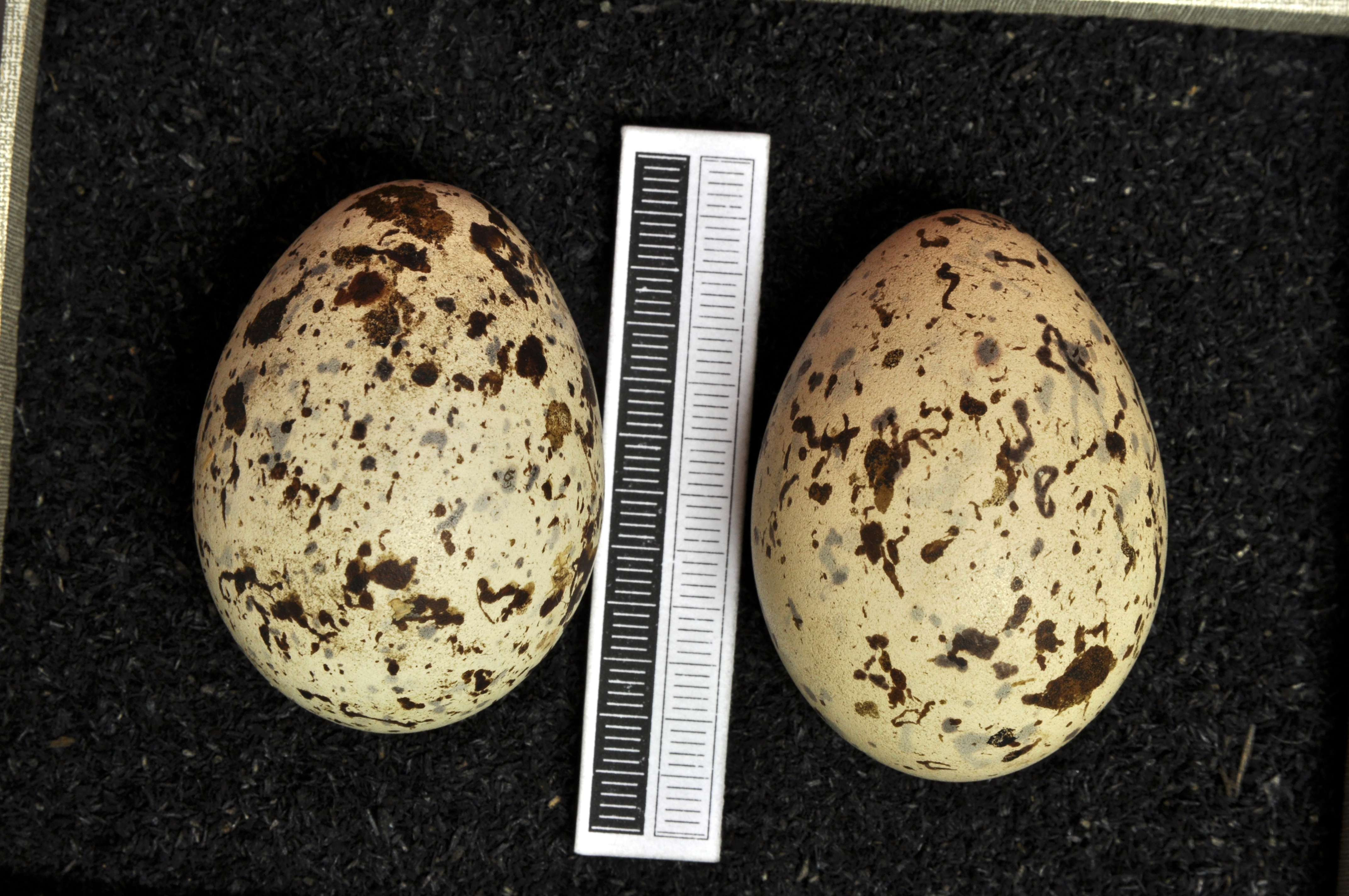
Jaja z kolekcji muzealnej

BiotopMorskie wybrzeża oraz zbiorniki śródlądowe, zarówno słodkie jak i słone. Preferuje niską roślinność, ale unika gołego piasku czy kamieni. Zimuje na morskich wybrzeżach.
GniazdoZagłębienie w ziemi, w otoczeniu trawy. Tworzy kolonie do 1000 par, rzadko pojedyncze pary zakładają gniazda w koloniach innych mew.
JajaW ciągu roku wyprowadza jeden lęg, składając w kwietniu–maju 2–3 jaja.
WysiadywanieJaja wysiadywane są przez okres 23–26 dni przez obydwoje rodziców. Pisklęta usamodzielniają się po 35–40 dniach.
PożywienieGłównie bezkręgowce, zarówno wodne, jak i lądowe, uzupełniane przez lądowe i wodne kręgowce.

## Status i ochrona
Międzynarodowa Unia Ochrony Przyrody (IUCN) uznaje mewę czarnogłową za gatunek najmniejszej troski (LC – Least Concern) nieprzerwanie od 1988 roku. Liczebność populacji europejskiej (wraz z Turcją), według szacunków organizacji BirdLife International z 2015 roku, zawiera się w przedziale 236–656 tysięcy dorosłych osobników. Trend liczebności populacji uznawany jest za spadkowy.
W Polsce objęty ścisłą ochroną gatunkową oraz wymagający ochrony czynnej, dodatkowo obowiązuje zakaz fotografowania, filmowania lub obserwacji, mogących powodować płoszenie lub niepokojenie. Liczebność populacji lęgowej na terenie kraju w latach 2013–2018 szacowano na 44–89 par. Na Czerwonej liście ptaków Polski mewa czarnogłowa sklasyfikowana została jako gatunek zagrożony (EN).